# Nicolae Ursulescu
Nicolae Ursulescu (n. 2 aprilie 1943, Iași, d. 18 iunie 2023) a fost un istoric și arheolog român, profesor universitar doctor la Facultatea de Istorie din cadrul Universității Alexandru Ioan Cuza din Iași.
Provenea dintr-o familie cu vechi tradiții în domeniul învățămâțntului, dragostea pentru istorie fiindu-i insuflată de tatăl său, profesorul Nicolae Ursulescu din Basarabia. Ororile celui de-al doilea război mondial au determinat familia să plece la Brăila, unde tânărul Nicolae a urmat studiile Liceului Nicolae Bălcescu.
Între anii 1960 și 1965, a urmat cursurile Facultății de Istorie din cadrul Universității Al. I. Cuza din Iași.La terminarea facultății, s-a mutat în Suceava, unde a devenit preparator universitar la sectia de istorie-geografie a Institutului Pedagogic din Suceava.
Traseul profesional parcurs cuprinde:
•1968-1972: asistent universitar la sectia de istorie-geografie a Institutului Pedagogic din Suceava.
•1972–1984: lector universitar la sectia de istorie-geografie a Institutului Pedagogic din Suceava (din 1974 Institutul de Învatamânt Superior din Suceava, în cadrul caruia s-a înfiintat Facultatea de Istorie-Geografie).
•1984-1989: lector universitar la Institutul Politehnic “Gh.Asachi” din Iasi.
•septembrie 1989 - februarie 1993: lector universitar la Facultatea de Istorie a Universitatii “Al.I.Cuza” din Iasi.
•februarie 1993 – septembrie 1999: conferentiar universitar la Facultatea de Istorie a Universitatii “Al.I.Cuza” din Iasi, în cadrul Catedrei de Istorie a Românilor.
•din septembrie 1999: profesor universitar la Facultatea de Istorie a Universitatii “Al.I.Cuza” din Iasi, în cadrul Catedrei de Istorie Veche si Arheologie.
Titluri
•doctor în istorie (din 1983), cu teza "Primele culturi neolitice pe teritoriul Moldovei", sustinuta la Facultatea de Istorie-Filosofie a Universitatii „Al.I. Cuza” din Iasi; conducator stiintific: prof.univ.dr. Mircea Petrescu-Dîmbovita
•membru al Uniunii Internationale de Stiinte Preistorice
•membru al Institutului Român de Tracologie
•membru al Societatii de Stiinte Istorice din România
•membru al Comisiei Nationale de Arheologie (1991-1995)
•membru fondator al Centrului Interdisciplinar de Studii Arheoistorice (din 2000), îndeplinind functia de director.
Activitate stiintifica
a.cercetari arheologice
◦BÎTCA DOAMNEI - membru în colectivul de cercetare arheologica - 1966
◦BAIA - membru în colectivul de cercetare arheologica - 1967
◦SUCEAVA-PARCUL CETATII - cercetari arheologice proprii (1967-1976). - au fost cercetate: o asezare neolitica (cultura Starcevo-Cris), o necropola de incineratie, cu peste o suta de morminte din perioada de trecere spre epoca bronzului (pâna-n prezent, cea mai veche necropola de incineratie cunoscuta în România), precum si câteva complexe de epoca medievala (secolele XIV-XVI).
◦SOLCA-SLATINA MARE (jud. Suceava) - sondaj arheologic întreprins în 1968, împreuna cu dr. Mircea Ignat. - au fost descoperite cele mai vechi urme de exploatare a sarii din apa izvoarelor sarate.
◦IPOTESTI-REDI (jud. Suceava) - sondaj efectuat în 1971, într-o asezare neolitica (cultura Starcevo-Cris).
◦PROBOTA-MAGAZIE (jud. Suceava) - sondaj efectuat în 1972, într-o asezare neolitica (culturile Starcevo-Cris si Cucuteni A).
◦DANESTI-LA ISLAZ (jud. Vaslui) - cercetare arheologica întreprinsa în 1974, împreuna cu Victor Spinei, într-o asezare cu vestigii din neolitic (cultura ceramicii liniare), Hallstatt si evul mediu timpuriu.
◦MIHOVENI-CAHLA MORII (jud.Suceava) - cercetari arheologice întreprinse, împreuna cu Victoria Batariuc, în anii 1973, 1975 si 1981, în asezarea multistratificata cu vestigii din neolitic (culturile ceramicii liniare, Precucuteni si Cucuteni), epoca bronzului, Hallstatt timpuriu, La Tène (secolele III-II î.Chr.), medieval (secolul al XIV-lea).
◦PREUTESTI-HALTA (jud. Suceava) - cercetari arheologice întreprinse între anii 1977 si 1979, într-o asezare Cucuteni A.
◦PREUTESTI-DL. CETATE (jud. Suceava) - cercetari, împreuna cu Dragomir Popovici între 1976 si 1984 - a fost cercetata pentru prima data o fortificatie hallstattiana timpurie în Moldova, care suprapunea o asezare cucuteniana.
◦PRAJENI (jud. Botosani) - cercetari întreprinse, împreuna cu Paul Sadurschi si Maria Diaconescu, între anii 1985 si 1988 - au fost descoperite, în patru puncte (Nelipesti, Alimîndra, Tarna mare, Lutarie), mai multe statiuni din neolitic (cultura Cucuteni), bronz (necropole tumulare si plane), Hallstatt timpuriu, secolele II-IV (carpi, sarmati si cultura Sântana de Mures) si medieval (secolele XV-XIX).
◦VORONA MARE (jud. Botosani) - în 1989 a efectuat un sondaj, împreuna cu Napoleon Ungureanu, într-o asezare cucuteniana.
◦TÂRGU FRUMOS-BAZA PATULE - din 1990 a început, împreuna cu dr. Dumitru Boghian (din 1997 a fost cooptat în colectivul de cercetare si drd. Vasile Cotiuga), cercetari într-o vasta si bogata asezare de tip Precucuteni III, care serveste si ca baza de practica pentru studentii Facultatii de Istorie din Iasi (din 1994 si pentru studentii de la Suceava). - cercetarile întreprinse pâna în 2002 au dus la descoperirea a 13 complexe de locuire (o locuinta adâncita de tip bordei si 12 locuinte de suprafata, dintre care doua au avut podeaua realizata pe o structura de bârne despicate), peste 40 de gropi menajere (dintre care una a servit la un moment dat pentru depozitarea resturilor unei ceremonii rituale de mare amploare), precum si portiuni din santul de îngradire al primei locuiri.
◦ISAIIA-BALTA POPII (jud. Iasi) - în 1996 a început sapaturi în statiunea precucuteniana de la Isaiia (comunicari Raducaneni, jud. Iasi), care au continuat în 1998, 2000 si 2001, împreuna cu doctoranzii Vicu Merlan si Felix Tencariu. - dintre rezultatele obtinute, amintim o constructie centrala destinata cultului (sanctuar), în care a fost descoperit un complex format din 21 de statuete feminine, 13 tronuri, 21 de idoli tip conic si 21 de bile partial perforate, 42 pe margele si doua piese neidentificate, toate realizate din lut ars.
◦MOVILENI (comuna Helesteni, jud. Iasi) - în 2001 am initiat, împreuna cu Rodolfo Striccoli (Universitatea din Bari), Vasile Cotiuga si Madalin Valeanu, sapaturi într-un mare complex tumular, probabil de perioada getica.
◦A întreprins, în cei peste 35 de ani de activitate arheologica, numeroase cercetari arheologice perighetice în localitati din judetele Suceava, Botosani si Iasi, în unele cazuri reusind sa realizeze chiar cercetarea exhaustiva a teritoriului (comunele Veresti, Preutesti, Prajeni, orasele Suceava, Siret), ceea ce i-a permis elaborarea unor studii privind evolutia habitatului în microzonele respective.
b.proiecte de cercetare
◦1970-1983: Primele culturi neolitice de pe teritoriul Moldovei, cercetare în cadrul doctoratului.
◦2001-2003: grant realizat în cadrul Universitatii “Al.I. Cuza” din Iasi, finantat de CNCSIS, cu tema Viata si ambientul comunitatilor eneolitice de la est de Carpati (cercetari interdisciplinare); director de proiect.
◦2001-2003: grant realizat în cadrul Universitatii “Stefan cel Mare” din Suceava, finantat de CNCSIS, cu tema ………………; membru al colectivului de cercetare.
Nicolae Ursulescu este de asemenea membru fondator și director al Centrului Interdisciplinar de Studii Arheoistorice.
Lucrari publicate
A.monografii, cursuri universitare
1.Istoria comunei primitive, curs litografiat, Institutul Pedagogic Suceava, 1972, 65 p.
2.Istoria veche universala, curs litografiat, Institutul de Învatamânt Superior Suceava, 1977, 340 p.
3.Vatra Dornei, Editura Sport-Turism, Bucuresti, 1977, 70 p. (în colaborare cu I. Popescu-Argesel); variante în limbile româna, engleza, franceza, spaniola, germana.
4.Radauti, Editura Sport-Turism, Bucuresti, 1978, 60 p. (în colaborare cu I.Popescu-Argesel).
5.Suceava. Ghid turistic al judetului, Editura Sport-Turism, Bucuresti, 1979, 184 p. (în colaborare: opt autori); variante în limbile româna, franceza, engleza, germana.
6.Primele culturi neolitice pe teritoriul Moldovei, rezumatul tezei de doctorat, Iasi, 1983, 25 p.
7.Evolutia culturii Starcevo-Cris pe teritoriul Moldovei, Muzeul Judetean Suceava, 1984, 136 p.
8.Istoria românilor, vol.I (Antica), Editura Universitas, Chisinau-Iasi, 1991, 227 p. (în colaborare; redactare personala p. 6-70:
perioada pre-romana).
9.Dacia în cadrul lumii antice, Editura Unirea, Iasi, 1992, 60 p.
10.Istoria Românilor. Compendiu (coordonatori: I. Agrigoroaiei, I. Toderascu), Editura Cultura fara frontiere, Iasi, 1996, p. 15-54
(Epoca veche).
11.Începuturile istoriei pe teritoriul României, Casa Editoriala Demiurg, Iasi, 1998, 200 p.; editia revazuta, 1999.
12.Contributii privind neoliticul si eneoliticul din regiunile est-carpatice ale României, vol.1, Editura Universitatii "Al.I.Cuza" Iasi, 2000, 388 p.
13.Istoria României, vol.I (coordonatori: M.Petrescu-Dîmbovita, Al. Vulpe), Ed. Enciclopedica, Bucuresti, 2001, p. 111-116, 122-148.
14.Istoria veche a României. Preistoria, Iasi, 1999 (ed. a II-a: 2000; ed. a III-a: 2001).
B.studii publicate în culegeri de studii
1.L’idole androgyne de Mihoveni (dép. de Suceava), în vol. La civilisation de Cucuteni en contexte européen (editori Mircea Petrescu-Dîmbovita, N. Ursulescu, Dan Monah, V. Chirica), Iasi, 1987, p. 309-312 (în colaborare cu P.-V. Batariuc).
2.Formarea poporului român si a limbii sale în opera lui Gheorghe Bratianu, în vol. Confluente istoriografice românesti si europene. Gheorghe I. Bratianu (editor Victor Spinei), Iasi, 1988, p. 71-84.
3.Premise ale fenomenului urbanizarii în istoria veche a României, în vol. Istorie si civilizatie, (editor I. Toderascu), Iasi, 1988, p. 21-30.
4.La civilisation de la céramique rubanée dans les régions orientales de la Roumanie, în vol. Le Paléolithique et le Néolithique de la Roumanie en contexte européen, (editori: V. Chirica, Dan Monah), Iasi, 1990 (1991), p. 188-224.
5.Influences de type Vinca dans le Néolithique ancien de la Moldavie, în Banatica, XI, (Simpozionul international “Cultura Vinca – rolul si legaturile sale”, Resita-Baile Herculane-Timisoara, 12-17 mai 1991), 1991, p. 157-172 (în colaborare cu Valentin Dergacev).
6.Continuité et restructurations culturelles et ethniques dans le Néo-Énéolithique de la Roumanie, în: Actes du XIIe Congrès International des Sciences Préhistoriques et Protohistoriques, 2, Bratislava, 1993, p. 334-338.
7.Despre datarea sfârsitului lui Decebal si al razboaielor daco-romane, în vol. Antichitatea si mostenirea ei spirituala (ed. Tr. Diaconescu, Marius Alexianu), Iasi, 1993, p. 331-345.
8.Des tumuli et des incinérations dans l’Âge du Bronze thrace sur le territoire de la Moldavie, în First International Symposium “Seuthopolis”: Burial Tumuli in the South-East of Europe”, Kazanlyk, Bulgaria, 4-8 June 1993, Veliko Târnovo, 1994, p. 41-47 (lucrare aparuta si în volumul Relations Thraco-Illyro-Helléniques. Actes du XIVe Symposium National de Thracologie, Baile Herculane, 14-19 septembrie 1992, Bucharest, 1994, p. 141-146).
9.L’utilisation des sources salées dans le Néolithique de la Moldavie (Roumanie), în vol. Nature et Culture (ed. Marcel Otte), I, ERAUL nr.68, Liège, 1996, p. 489-497.
10.Considérations historiques concernant les fortifications hallstattiennes anciennes à l’est des Carpates, în Premier Âge du Fer aux Bouches du Danube et dans les régions autour de la mer Noire. Actes du Colloque International, Tulcea, septembre 1993, Tulcea, 1997, p. 51-65 (în colaborare cu Dragomir Popovici).
11.Les commencements de l’utilisation du rite de l’incinération dans le monde proto-thrace du nord de la Moldavie, în The Thracian World at the crossroads of civilisations. Proceedings of the VII International Congress of Thracology, Constanta-Mangalia, May 1996, I, Bucharest, 1997, (ed.: Petre Roman, Marius Alexianu), p. 447-464.
12.Interferente si sinteze în sud-estul României la cumpana dintre neolitic si eneolitic, în vol. Préhistoire du Bas-Danube (Cultura si civilizatie la Dunarea de Jos, vol.XV), Calarasi, 1997 (ed. Marian Neagu), p. 138-143.
13.O varianta de statueta antropomorfa cucutenian-tripoliana, în vol.: Studia in honorem Ion Niculita, Editura Cartdidact, Chisinau, 1999, p. 46-53.
14.Courants culturels d’origine anatolienne dans le Néolithique Balkano-Carpatique, în vol. Préhistoire d’Anatolie. Gènese de deux mondes. Actes du colloque international, Liège, 28 avril – 3 mai 1997 (nous la direction de Marcel Otte), ERAUL 85, Liège, 1998, p. 193-213.
15.Une nouvelle voie de raccord chronologique entre l’Énéolithique de la Roumanie et le Néolithique tardif de l’Italie, in: Romanità orientale e Italia meridionale dall’antichità al medioevo. Paralleli storici e culturali. Atti del II Convegno di Studi italo-romeno (Bari, 19-22 ottobre 1998), Quaderni di “Invigilata Lucernis” 9 (a cura di Stefania Santelia), Edipuglia, Bari, 2000, p. 15-30.
16.“Necesitatea conservarii, cercetarii si integrarii tumulilor în patrimoniul cultural national”, în vol. Istoria – o meditatie asupra trecutului, Iasi, 2001, p. 75-80.
17.“Local variants of the Starêevo-Cris Culture in the Carpato-Nistrean area”, în vol. Festschrift für Gheorghe Lazarovici zum 60, Geburstag, Timisoara, 2001, p. 59-67.
18.“Constructiile – sanctuar în cadrul organizarii interne a asezarilor din neoliticul timpuriu al României, în vol. Istorie si constiinta. Profesorului Ion Agrigoroaiei la a 65-a aniversare, Iasi, 2001, p. 1-7.
C.rezumate ale comunicarilor
1.Noi date privind evolutia Hallstattului timpuriu în nordul Moldovei, în Symposia Thracologica, IV, 1986, p. 43-44 (în colaborare cu Paul Sadurschi).
2.Conceptia lui Gheorghe Bratianu despre rolul factorului dacic în etnogeneza românilor, în Symposia Thracologica, VI, 1988, p. 21.
3.Despre datarea sfârsitului lui Decebal si al razboaielor daco-romane, în Symposia Thracologica,VII, 1989, p. 331-332.
4.Consideratii privind semnificatia cuvântului cométai, în Symposia Thracologica,VIII, 1990, p. 153-154 (în colaborare cu M. Vasilescu).
5.Tipologhija i struktura neoliticeskich poselenii Moldavy, în vol. Drevnejšie obšcnosti zemledel’tsev i skotovodov Severnogo Pricernomor’ja (V tys. do n.e. –V v. n.e.), Kiev, 1991 (editor E. Jarovoi), p. 7-9.
6.Contribution à la connaissance des liaisons entre le bassin supérieur de Tisza et l’espace est-carpatique au début du Hallstatt, în Symposia Thracologica, 9, 1992, p. 122-123 (în colaborare cu Paul Sadurschi).
7.Tumuli et incinération dans le Bronze thrace sur le territoire de la Moldavie, în Burial Mounds in South-East Europe, Kazanlyk, 1993, p. 33-34.
8.Commencements de l’incinération dans l’espace est-carpatique de la Roumanie, în XIII International Congress of Prehistoric Sciences. Forli-Italia, 8-14 September 1996, Abstracts, 1, Ed. ABACO, Forli, 1996, p. 286.
9.În legatura cu localizarea stapânirii lui Dromichaites, în Lucrarile Simpozionului de Arheologie, Târgoviste, 23-25 noiembrie 1995, Târgoviste, 1996, p. 86-87.
10.Unele date privind ritul funerar la începutul Hallstattului în nordul Moldovei, în lumina descoperirilor de la Prajeni (jud. Botosani), în: Funeral Practices as forms of Cultural Identity (Bronze and Iron Ages). 4th International Colloquium of Funeral Archaeology, Tulcea, 22-28 May 2000, p. 71-73.
11.La valeur sacrée des nombres dans l’Énéolithique de Roumanie în: XIVe Congrès de l’Union Internationale des Sciences Préhistoriques et Protohistoriques. Liège 2-8 septembre 2001. Pré- Actes, Liège 2001, p. 248.
12.Nouvelles données concernant les croyances magiques des communautés de la civilisation Précucuteni (Énéolithique ancien) de l’est de la Roumanie, în vol.cit., p. 253-254.
D.studii si articole publicate în reviste de specialitate
1.Neoliticul timpuriu pe teritoriul Sucevei, în Lucrari stiintifice ale cadrelor didactice, Institutul Pedagogic Suceava, vol. I, 1970, p. 257-262.
2.Coordonate specifice ale civilizatiei carpatice în lumina raportului national-universal, în Lucrari stiintifice ale cadrelor didactice, Institutul Pedagogic Suceava, vol. II, 1971, p. 249-253.
3.Problema continuitatii în lumina unei interpretari statistice a izvoarelor literare despre Dacia, în Crisia, Oradea, 1972, p. 175-182.
4.Topoarele perforate din cadrul culturii Cris de pe teritoriul României, în Carpica, V, Bacau, 1972, p. 69-78.
5.Asezarile omenesti de pe teritoriul Sucevei pâna în secolul al VI-lea e.n., în Suceava. Studii si materiale. Istorie, III, 1973, p. 47-61.
6.Succese ale cercetarii arheologice (privind istoria veche) în judetul Suceava în anii puterii populare (1947-1972), în Suceava, III, 1973, p. 9-15.
7.Domnia lui Burebista în opera lui Strabo, în Studii si articole de istorie, XXVI, 1974, p. 99-103.
8.Conceptia lui Dimitrie Onciul referitoare la formarea poporului român, în lumina actualelor cercetari despre complexul cultural Dridu, în Suceava, IV, 1977, p. 93-104.
9.Tudor V. Stefanelli, în Suceava, IV, 1977, p. 279-288.
10.Exploatarea sarii din saramura în neoliticul timpuriu, în lumina descoperirilor de la Solca (jud. Suceava), în SCIVA, 28, 3, 1977, p. 307-317.
11.Mormintele Cris de la Suceava-“Platoul cimitirului”, în Suceava, V, 1978, p. 81-88.
12.Cercetarile arheologice de la Mihoveni (Suceava) – 1973, în Suceava, V, 1978, p. 89-107 (în colaborare cu P.-V. Batariuc).
13.Sur les débuts du Chalcolithique à l’Est des Carpates, în Studia praehistorica, 1-2, Sofia, 1978, p. 130-135.
14.Materiale arheologice din judetul Botosani în colectia cabinetului de istorie veche a Institutului de Învatamânt Superior din Suceava, în Hierasus, I, Botosani, 1978, p. 243-256.
15.Asezarea culturii ceramicii liniare de la Mihoveni (jud. Suceava), în SCIVA, 30, 2, 1979, p. 271-284 (în colaborare cu P.-V.Batariuc).
16.Recunoasteri arheologice în comuna Veresti (jud. Suceava), în Suceava, VI-VII, 1979-1980, p. 21-32.
17.Descoperiri arheologice din secolele XIV-XV de la Suceava-“Parcul Cetatii”, în Arheologia Moldovei, IX, 1980, p. 93-101 (în colaborare cu Rodica Popovici).
18.Unele aspecte privind formarea poporului român în opera lui Nicolae Iorga, în Hierasus, III, 1981, p. 145-150.
19.Evolutia habitatului din bazinul Somuzului Mare, în zona comunei Preotesti, în Suceava, VIII, 1981, p. 169-182 (în colaborare cu St. Manea).
20.Un opait roman descoperit la Plavalari (comunicari Udesti, jud. Suceava) în Suceava, VIII, 1981, p. 553-556 (în colaborare cu M. Camilar).
21.Aspect sau fenomen de tip Suditi?, în Suceava, IX, 1982, p. 479-486.
22.Începutul primei epoci a fierului în nordul Moldovei în lumina cercetarilor de la Preutesti (jud. Suceava), în Documente recent descoperite si informatii arheologice, Academia de Stiinte Sociale si Politice, Bucuresti, 1983, p. 25-32 (în colaborare cu Dr. Popovici).
23.Contributii la cunoasterea tipologiei si evolutiei pieselor de piatra slefuita cu tais din cultura Starcevo-Cris pe teritoriul Moldovei, în Buletin stiintific. Istorie, Institutul de Învatamânt Superior Suceava, 1983, p. 21-41. Contributii la cunoasterea evolutiei si pozitiei cronologice a culturii Starcevo-Cris pe teritoriul Moldovei, în Suceava, X, 1983, p. 261-382.
24.Unele date privind posibilitatea practicarii agriculturii de tip ciclic în cadrul primelor culturi neolitice pe teritoriul Moldovei, în Hierasus, V, 1983, p. 37-43.
25.Traditii geto-dacice ale luptei pentru independenta a poporului român, în Stiinta-Tehnica-Umanism, III, Institutul Politehnic Iasi, 1984, p. 493-499.
26.Consideratii istorice privind tipurile de asezari ale culturilor Starcevo-Cris si ceramicii liniare din Moldova, în Suceava, XI-XII, 1984-1985, p. 95-100.
27.Elemente ale unitatii vietii materiale si spirituale pe ambii versanti ai Carpatilor Orientali în perioada veche a istoriei României, în Stiinta-Tehnica-Umanism, IV, 1985, p. 332-339.
28.Contributia cercetarilor arheologice din judetul Suceava la cunoasterea evolutiei neo-eneoliticului din Moldova, în Suceava, XIII-XIV, 1986-1987, p. 69-74.
29.Contributii la cunoasterea asezarilor de pe teritoriul Siretului înainte de constituirea orasului medieval, în Suceava, XIII-XIV, 1986-1987, p. 85-101 (în colaborare cu M. Andronic si Fl. Hau).
30.Contributii la cunoasterea ritului funerar din Bronzul mijlociu în Nordul Moldovei, în SCIVA, 38, 1, 1987, p. 72-76 (în colaborare cu Dr. Popovici).
3
1.Unele observatii privind locuintele culturii Starcevo-Cris din Moldova, în Hierasus, VII-VIII, 1988, p. 7-15.
32.Date istorico-arheologice privind dinamica locuirii în bazinul Miletinului (zona comunei Prajeni, jud. Botosani), în Hierasus, VII-VIII, 1988, p. 281-298 (în colaborare cu Paul Sadurschi).
33.Mormintele de inhumatie, de tip Costisa, descoperite la Prajeni (jud. Botosani), în SCIVA, 39, 1988, 1, p. 45-52 (în colaborare cu Paul Sadurschi).
34.Conceptia lui Gheorghe Bratianu despre rolul mediului geografic în etnogeneza si evolutia istorica a românilor, în Lucrarile Seminarului Geografic “Dimitrie Cantemir”, Iasi, nr.9, 1988 (1990), p. 481-487.
35.Preocupari ale abatelui Henri Breuil privind unele descoperiri arheologice din România, în Analele Stiintifice ale Universitatii “Al.I.Cuza” Iasi, Istorie, XXXVI, 1990, p. 127-130.
36.Contributii privind evolutia culturii ceramicii liniare pe teritoriul Moldovei, în Arheologia Moldovei, XIII, 1990, p. 13-47.
37.Consideratii privind semnificatia cuvântului cométai, în Thraco-Dacica, XII, 1991, p. 133-135 (în colaborare cu M. Vasilescu).
38.Traditii geto-dacice ale luptei pentru independenta poporului român, în Patrimoniu, nr.2/1991, Chisinau, p. 2-6.
39.Inscriptia cu semne runice de la Herla (comunicari Slatina, jud. Suceava), în Analele Stiintifice ale Universitatii “Al.I.Cuza” Iasi, Istorie, 37-38, 1991-1992, p. 81-86.
40.Caracterul obiectiv al unitatii culturilor preistorice dintre Carpati si Nistru, în Cugetul (Chisinau), 3-4, 1993, p. 7-8.
41.Continuitate si restructurari cultural-etnice în neoliticul si eneoliticul României, în Suceava, XX, 1993, p. 14-21.
42.La typologie et l’organisation interne des établissements de premières civilisations néolithiques de la Moldavie, în Arheologia Moldovei, XVI, 1993, p. 11-14.
43.Sur la datation de la mort de Décébale et de la fin des guerres daco-romaines, în Thraco-Dacica, XIV, 1993, p. 143-148.
44.Aparitia înmormântarilor tumulare si a incineratiei la est de Carpati, în Memoria Antiquitatis, XIX, 1994, p. 193-199.
45.Un nou tip de idol în cultura Cucuteni, în Codrul Cosminului, S.N., 1 (11), Universitatea “Stefan cel Mare” Suceava, 1995, p. 191-194.
46.Personalitatea si opera lui Nicolae Iorga în viziunea lui Gheorghe Bratianu, în Codrul Cosminului, S.N., 1 (11), Universitatea “Stefan cel Mare” Suceava, 1995, p. 259-264.
47.Aperçu comparatif sur le Néolithique de la Roumanie et du sud de l’Italie, în Studia Antiqua et Archaeologica, II, 1995, p. 41-57.
48.Prémisses du phénomène de l’urbanisation dans l’histoire ancienne de la Roumanie, în Studia Antiqua et Archaeologica, II, 1995, p. 75-86.
49.Une hypothèse concernant la localisation du pouvoir de Dromichaites et du son conflit avec le roi Lysimachos, în Bulletin de Thracologie, III, Mangalia, 1996, p. 91-93.
50.Aspecte ale spiritualitatii cucuteniene în lucrarile cercetatoarei Meluta Marin, în Pontica, 27 (1994), Constanta, 1996, p. 19-24.
51.Principalele rezultate ale cercetarilor arheologice din asezarea precucuteniana de la Tg. Frumos (jud. Iasi) – I, în Codrul Cosminului, S.N., 2 (12), 1996, p. 38-72 (în colaborare cu D. Boghian).
52.Sur la signification fonctionnelle des pièces semi-lunaires en argile de la civilisation de Cucuteni, în Studia Antiqua et Archaeologica, III-IV, 1996-1997, p. 75-82.
53.Glosar arheologic român-italian, în Studia Antiqua et Archaeologica, III-IV, 1996-1997, p. 181-192 (în colaborare cu Rodolfo Striccoli).
54.Glossario archeologico italiano-romeno, în Studia Antiqua et Archaeologica, III-IV, 1996-1997, p. 193-206 (în colaborare cu Rodolfo Striccoli).
55.Principalele rezultate ale cercetarilor arheologice din asezarea precucuteniana de la Târgu Frumos (jud. Iasi) – II, în Codrul Cosminului, S.N., 3-4 (13-14), Universitatea “Stefan cel Mare” Suceava, 1997-1998, p. 13-42 (în colaborare cu D. Boghian).
56.Il periodo di Iasi nella formazione e nell’attività di Meluta Marin, în Studia Antiqua et Archaeologica, V, 1998, p. 197-206.
57.Variantes locales dans le cadre de la civilisation de Starêevo-Cris de l’espace Carpates-Dniestr, AMM, XV-XX, 1993-1998, p. 30-31.
58.Nouvelles données concernant la représentation de la coiffure dans la plastique de la civilisation Cucuteni-Tripolie, în Studia Antiqua et Archaeologica, VI, 1999, p. 1-10.
59.Decupajul mecanic în arheologie: utilizari si limite, în: Codrul Cosminului, 5 (15), 1999, p. 211-214.
60.Neolitizarea teritoriului României în context sud-est european si anatolian, în CercArh, XI/1 (1998-2000), 2000, p. 283-298.
61.La Roumanie du Sud-Est – Zone d’interférences et de fusions culturelles à la fin du Néolithique et à l’aube de l’Énéolithique, în CercArh, XI/1 (1998-2000), Bucuresti, p. 317-320.
62.Interferente si sinteze în sud-estul României la cumpana dintre neolitic si eneolitic, în Cultura si civilizatie la Dunarea de Jos, Calarasi, XVI, 1997, p. 138-143.
63.Cariera italiana a doi universitari ieseni: Demetrio si Meluta Marin, în An.St.Univ.Iasi, seria Istorie, t.XLII-XLIII (1996-1997), 2000, p. 203-213.
64.Les premières représentations masculines dans le Néo-Énéolithique de la Roumanie, în Studia Antiqua et Archaeologica, VII, 2000, p. 207-219.
E.Rapoarte de sapaturi arheologice
1.Cercetarile arheologice din 1978 de la Preotesti-Halta (jud. Suceava), în Materiale si cercetari arheologice, XIII, Bucuresti-Oradea, 1979, p. 35-44.
2.Santierul arheologic Preotesti-Cetate, 1979. Raport preliminar, în Cercetari arheologice, Muzeul National de Istorie, vol.IV, 1981, p. 54-57 (în colaborare cu Dr. Popovici).
3.Santierul arheologic Preotesti-Cetate (jud. Suceava), în Cercetari arheologice, V, 1982, p. 23-27 (în colaborare cu Dr. Popovici).
4.Cercetarile arheologice de la Preotesti, în Cercetari arheologice, VII, 1984, p. 81-84 (în colaborare cu Dr. Popovici).
5.Santierul arheologic Preotesti-“Dealul Cetatii” (jud. Suceava), 1983, în Cercetari arheologice, VIII, 1986, p. 37-41 (în colaborare cu Dr. Popovici).
6.Sapaturile din 1985 din necropola tumulara de la Prajeni (jud. Botosani), în Hierasus, VI, 1986, p. 15-23 (în colaborare cu Paul Sadurschi).
7.Târgu Frumos – “Baza Patule”, în Cronica cercetarilor arheologice. Campania 1994, Cluj-Napoca, 1995, p. 93-94 (în colaborare cu D. Boghian).
8.Târgu Frumos, în Cronica cercetarilor arheologice. Campania 1995, Comisia Nationala de Arheologie, Braila, 1996, p. 127 (în colaborare cu D. Boghian).
9.Prajeni, în Situri arheologice cercetate în perioada 1983-1992, Comisia Nationala de Arheologie, Braila, 1996, p. 92-93 (în colaborare cu Paul Sadurschi si Maria Diaconescu).
10.Vorona Mare, în Situri arheologice cercetate în perioada 1983-1992, Comisia Nationala de Arheologie, Braila, 1996, p. 126-127 (în colaborare cu N. Ungureanu).
11.Târgu Frumos, în Cronica cercetarilor arheologice. Campania 1996, Bucuresti, 1997, p. 66 (în colaborare cu D. Boghian, V. Cotiuga, O. Cotoi).
12.Isaiia, în Cronica cercetarilor arheologice. Campania 1996, Bucuresti, 1997, p. 32 si pl. XXIV (în colaborare cu Vicu Merlan).
13.Prajeni, în Cronica cercetarilor arheologice. (1983-1992), Bucuresti, 1997, p. 76 78 (în colaborare cu Paul Sadurschi si Maria Diaconescu).
14.Târgu Frumos-Baza Patule, în Cronica cercetarilor arheologice. Campania 1997, Comisia Nationala de Arheologie, Calarasi, 1998, p. 77-78 (în colaborare cu D. Boghian si V. Cotiuga).
15.Târgu Frumos-Baza Patule, jud. Iasi, în Cronica cercetarilor arheologice din România. Campania 1998, Comisia Nationala de Arheologie, Bucuresti, 1999, p. 120-121 (cu D.Boghian si V.Cotiuga).
16.Târgu Frumos în Cronica cercetarilor arheologice din România. Campania 1999, Bucuresti, 2000, p. 106-107 (în colaborare cu D.Boghian si V.Cotiuga).
17.Isaiia, comunicari Raducaneni, jud. Iasi, în Cronica cercetarilor arheologice din România. Campania 2000, Bucuresti, 2001, p. 110-112 si pl. 28 (în colaborare cu Vicu Merlan si Felix Tencariu).
18.Târgu Frumos, jud. Iasi, în Cronica cercetarilor arheologice din România. Campania 2000, Bucuresti, 2001, p. 252-254 si pl. 68 (în colaborare cu Dumitru Boghian, Vasile Cotiuga si Lacramioara Istina).
F.Cronici ale vietii stiintîfice
1.Simpozionul international “Necropola de la Varna si problemele chalcolithicului”, în Revista Muzeelor si Monumentelor, 1977, 8, p. 89.
2.Sapaturi arheologice în judetul Suceava (1972-1976), în Suceava, IV, 1977, p. 317-324 ( în colaborare cu M. Ignat).
3.Activitatea Laboratorului de cercetari istorice în primul semestru al anului 1983, în Buletin stiintific. Istorie, Institutul de Învatamânt Superior Suceava, 1983, p. 175-176.
4.Calatorie arheologica în Franta, în Analele Stiintifice ale Universitatii “Al.I.Cuza” Iasi, seria Istorie, XXXVI, 1990, p. 203-206.
5.Profesorul Marin Dinu la a 65-a aniversare, în Analele Stiintifice ale Universitatii “Al.I.Cuza” Iasi, seria Istorie, XXXVI, 1990, p. 219-221.
6.Sesiunea stiintifica “Istoria spatiului carpato-nistrian pâna în secolele XV-XVII, în Analele Stiintifice ale Universitatii “Al.I.Cuza” Iasi, seria Istorie, 37-38, 1991-1992, p. 368-369.
7.Viata stiintifica a Facultatii de Istorie, în Analele Stiintifice ale Universitatii “Al.I.Cuza” Iasi, seria Istorie, 37-38, 1991-1992, p. 365-366.
8.“Cultura Vinca si legaturile sale” – Simpozion international de arheologie (Resita-Baile Herculane-Timisoara, 12-17 mai 1991), în Analele Stiintifice ale Universitatii “Al.I.Cuza” Iasi, seria Istorie, 37-38, 1991-1992, p. 366-367.
9.Session scientifique dédiée à l’aniversaire du centenaire de l’enseignement archéologique à l’Université de Iasi (11-13 XI. 1994), în Studia Antiqua et Archaeologica, III-IV, 1996-1997, p. 263-264 (în colaborare cu V. Cotiuga).
10.Voyage d’études à Bari (Italie) – le mars 1995, în Studia Antiqua et Archaeologica, III-IV, 1996-1997, p. 271-272.
11.First International Symposium Sevtopolis: “Burial Mounds in South-East Europe”, Kazanlyk (Bulgarie), 4-8 Juin 1993, în Studia Antiqua et Archaeologica, III-IV, 1996-1997, p. 273-274.
12.Premier Colloque romaino-italien “Parallèles historiques et culturels entre la romanité orientale et l’Italie méridionale dans l’Antiquité et le Haut Moyen-Âge”, Iasi-Suceava, 25-30 septembre 1996. Chronique des travaux du Colloque, în Studia Antiqua et Archaeologica, V, 1998, p. 1-3.
13.Échange interuniversitaire Bari-Iasi au domaine de l’archéologie, în Studia Antiqua et Archaeologica, V, 1998, p. 267-270 (în colaborare cu N. Bolohan).
14.Visite de documentation à Liège, în Studia Antiqua et Archaeologica, VI, 1999, p. 241-242.
15.Le deuxième Colloque romaino-italien, Bari, 19-24 octobre 1998, în Studia Antiqua et Archaeologica, VI, 1999, p. 245-249.
16.Le Professeur Marin Dinu à son 75e anniversaire, în Studia Antiqua et Archaeologica, VII, 2000, p. 21-28.
G.recenzii
1.Unitate si continuitate în istoria poporului român, Bucuresti, 1968, în Anuarul Institutului de Istorie si Arheologie, VII, Iasi, 1970, p. 367-374 (în colaborare cu N. Corivan).
2.Al.Odobescu, Opere, vol.IV, Bucuresti, 1976, în Anuarul Institutului de Istorie si Arheologie, XIV, Iasi, 1977, p. 591-592.
3.Dictionar de istorie veche a României, Bucuresti, 1976, în Anuarul Institutului de Istoriesi Arheologie, XIV, Iasi, 1977, p. 593-596.
4.E.Comsa, Neoliticul în România, Bucuresti, 1982, în Suceava, X, 1983, p. 893-895.
5.Eneolit SSSR, Moskva, 1982, în Arheologia Moldovei, XI, 1987, p. 269-271 (în colaborare cu Al. Andronic).
6.The Neolithic of Europe, vol.I, Southampton-London, 1986, în Arheologia Moldovei, XII, 1988, p. 326-327.
7.N.Kalicz, Kökori falu Aszódon, Aszód, 1985, în Arheologia Moldovei, XII, 1988, p. 328-329.
8.La genèse et l’évolution des cultures paléolithiques sur le territoire de la Roumanie, Iasi, 1987, în Analele Stiintifice ale Universitatii Iasi, seria Istorie, t.XXXV, 1989, p. 89-90.
9.J.Guilaine, A.Freises, R.Montjardin, Leucate-Corrège, habitat noyé du Néolithique Cardial, Toulouse et Sète, 1984, în Analele Stiintifice ale Universitatii Iasi, seria Istorie, t.XXXVI, 1990, p. 166-167.
10.Archäologische Nachrichten aus Baden, 38-39, Freiburg, 1987, în Arheologia Moldovei, XIV, 1991, p. 167.
11.Chipped Stone Industries of early farming cultures in Europe, Warszawa, 1987, în Arheologia Moldovei, XIV, 1993, p. 323-325 (în colaborare cu Fl. Burtanescu).
12.V.A.Dergacev, I.V.Manzura, Pogrebal’nye kompleksy pozdnego Tripol’ja. Svodistocnikov, Chisinau, 1991, în Analele Stiintifice ale Universitatii “Al.I.Cuza” Iasi, seria Istorie, 39, 1993, p. 169-170 (în colaborare cu Igor Corman).
13.R.Striccoli, Le culture preistoriche di Grotta Pacelli (Castellana Grotte-Bari), Brindisi, 1988, în Studia Antiqua et Archaeologica,II, 1995, p. 210-212.
14.V.Furmánek, L.Veliacik, J.Vladar, Slovensko v dobe bronzovej, Bratislava, 1991, în Studia Antiqua et Archaeologica,II, 1995, p. 216-218.
15.M.Gedl, Die Gräber aus der Jungbronzezeit in Kietrzu, Kraków, 1989, în Studia Antiqua et Archaeologica, II, 1995, p. 220-221.
16.Die Anfänge der Urnenfelderkulturen in Europa, Warszawa, 1991, în Studia Antiqua et Archaeologica, II, 1995, p. 218-220.
17.Pertransierunt benefaciendo. In memoria di Demetrio e Meluta Marin, Bari, 1995, în Memoria Antiquitatis, XX, 1995, p. 358-360.
18.T.Tezak-Gregl, Kultura linearnotrakaste keramik u središnjoj Hrvatskoj. Korenovska kultura, Zagreb, 1993, în Arheologia Moldovei, XVIII, 1995, p. 334.
19.H.Parzinger, Studien zur Chronologie und Kulturgeschichte der Jungstein-, Kupfer- und Frühbronzezeit zwischen Karpaten und Mitteleren Taurus, Mainz am Rhein, 1993, în Arheologia Moldovei, XVIII, 1995, p. 335-337.
20.Le génie de l’homme. Dès origines à l’écriture, Saint Gerard de Brogne, 1995, în Codrul Cosminului, S.N., 2(12), Suceava, 1996, p. 704-706 (varianta în limba franceza în Studia Antiqua et Archaeologica,III-IV, 1996-1997, p. 207-210).
21.L’insediamento preistorico di Terragna, Manduria, 1995, în Studia Antiqua et Archaeologica,III-IV, 1996-1997, p. 213-214.
22.R.Striccoli, Primi scavi nella necropoli a tumulo di Parco la Mena, Bari, 1996, în Studia Antiqua et Archaeologica,III-IV, 1996-1997, p. 231-232.
23.Dan Monah, Plastica antropomorfa a culturii Cucuteni-Tripolie, Piatra Neamt, 1997, în Studia Antiqua et Archaeologica,V, 1998, p. 225-230.
24.O.Levitchi, I.Manzura, T.Demcenko, Necropola tumulara de la Sarateni, Bucuresti, 1996, în Studia Antiqua et Archaeologica,V, 1998, p. 232-236.
25.S.A.Luca, Asezari neolitice pe valea Muresului (I). Habitatul turdasean de la Orastie-Dealul Pemilor, în Studia Antiqua et Archaeologica,V, 1998, p. 221-225 (în colaborare cu V.Cotiuga).
26.P.Roman, Al.Paunescu, Ostrovul Corbului, Bucuresti, 1996, în Studia Antiqua et Archaeologica, VI, 1999, p. 193-196.